# Ватабль, Франсуа
Франсуа́ Вата́бль (фр. François Vatable), также Ватабле́ или Ватабле́д (Vateblé, пикард. Watebled; 1495, Гамаш — 16 марта 1547, Бремонтье-Мерваль) — французский богослов и гебраист (знаток языка иврит), переводчик Аристотеля.

## Биография
Еврейского происхождения, родился в Гамаше, селении Амьенской епархии. Был священником в Брюмеце (в Валуа), затем профессором еврейского языка в Париже, когда король Франциск I основал королевское училище. 
Ватабль восстановил изучение еврейского языка во Франции; среди его учеников был, в частности, Жан Мерсье. Владел также древнегреческим языком. Он перевёл труды Аристотеля «Meteorologica» (Лион, 1548) и «Parva naturalia», помещённое в издании Дюваля (Париж, 1619). 
Франсуа Ватабль умер в звании аббата Беллозанского в 1547 году.

## Труды
Есть версия, что ученики собрали его комментарии на Ветхий Завет, и Роберт Этьенн напечатал их в 1545 году в издании нового латинского перевода Библии Льва Иудейского (4 тома, Париж, 1539-45). По другой версии эти комментарии, да и сам текст, заимствованы учёным издателем у цюрихских реформаторов.
Существует Библия, где обозначено имя Ватабля; она содержит переводы текстов «Вульгаты» и Льва Иудейского.